# Planes nazis sobre Uruguay

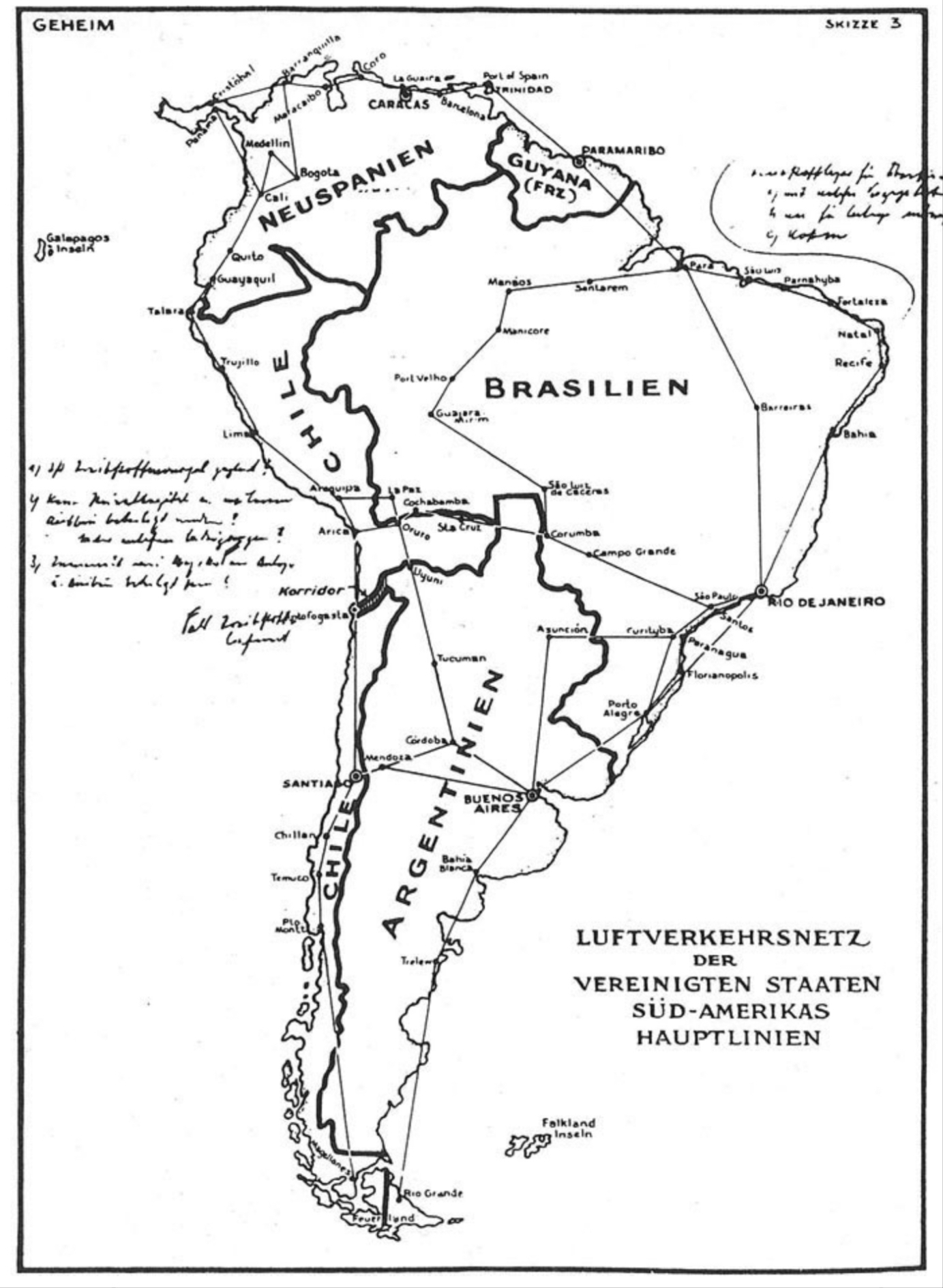
Mapa de los supuestos cambios territoriales en América del Sur en caso de una hipotética victoria del Eje en la Segunda Guerra Mundial, difundido por el entonces presidente estadounidense Roosevelt en un discurso el 27 de octubre de 1941.

El plan nazi de golpe de Estado e invasión de Uruguay (a veces llamado el Plan Fuhrmann) fue un plan, que no se llevó a cabo, para derrocar al gobierno uruguayo y establecer una colonia de la Alemania nazi. El plan fue ideado por el periodista y activista nazi germano-uruguayo Arnulf Fuhrmann (también conocido por su seudónimo Asmuel Fushman), Julio Hotzer (a veces escrito Holzer), Otto Kleing, Rudolf Patz, y Konas y R. Meissner; con el apoyo de Otto Langmann, el representante alemán en Montevideo. Desarrollado entre finales de la década de 1930 y 1940 en Salto, el plan nunca se llevó a cabo debido a que la operación fue descubierta por funcionarios uruguayos, lo que llevó al arresto de los perpetradores. Las personas acusadas de este plan fueron el periodista germano-uruguayo y activista nazi Arnulf Fuhrmann (igualmente conocido por su seudónimo Asmuel Fushman), Julio Hotzer (también escrito Holzer), Otto Kleing, Rudolf Patz, y Konas y R. Meissner; con el apoyo de Otto Langmann, el representante alemán en Montevideo. Desarrollado entre finales de la década de 1930 y 1940 en Salto, el plan nunca llegó a materializarse debido a la Ley de Actividades Antinacionales y la Comisión de Actividades Antinacionales (entidad espejo de la Comisión respectiva en Estados Unidos, que siguió la misma política con italiano, japoneses y alemanes) que persiguió a cualquier "ideología opuesta a la democracia", lo que llevó a la detención de militantes del movimiento.

## Historia

### Antecedentes

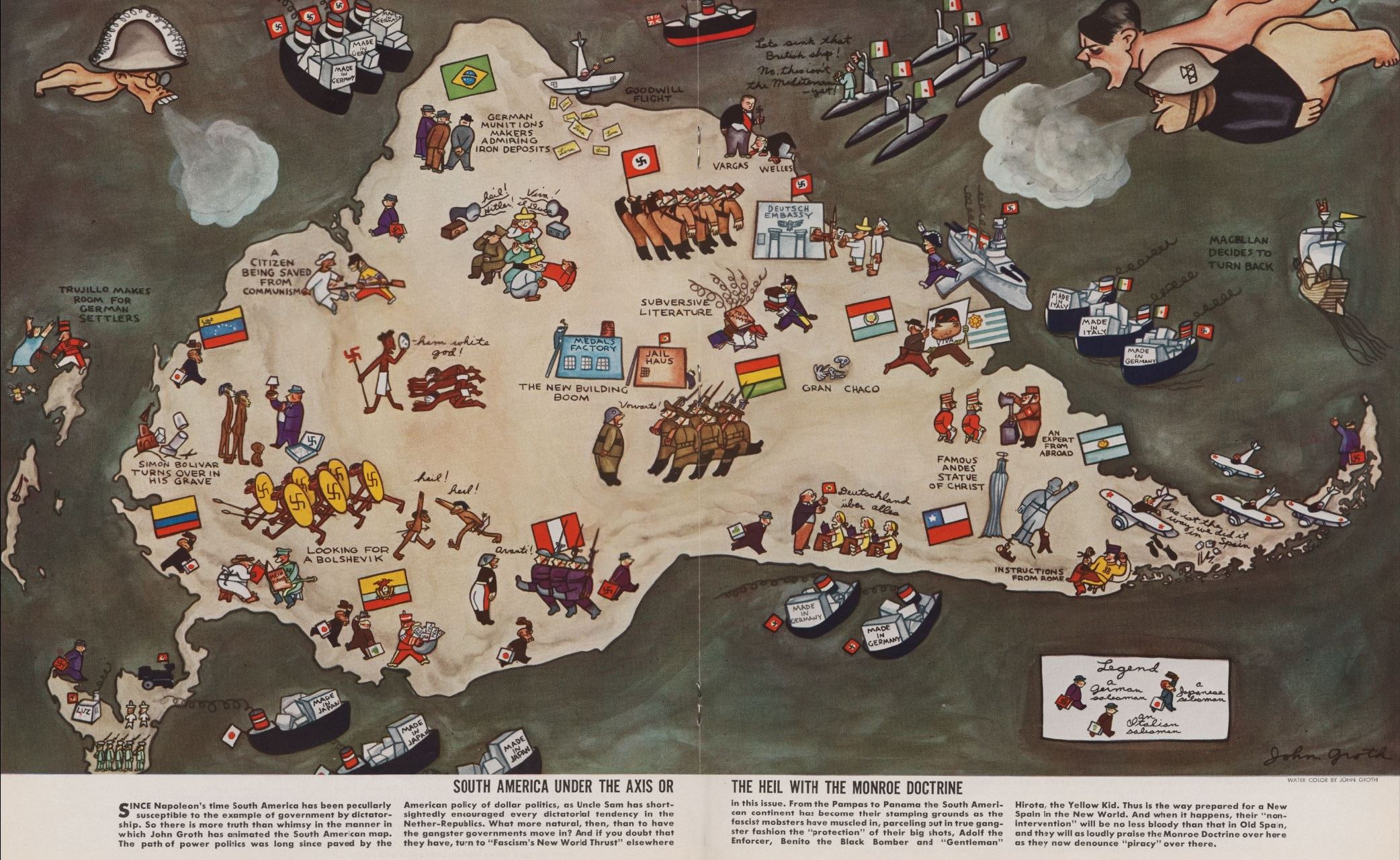
Mapa satírico de la revista Ken de 1938 ataca la intrusión comercial, cultural y militar en Sudamérica de los "gobiernos gángsters" de Alemania, Italia y Japón, "mafiosos fascistas" que se han "metido a la fuerza". Las viñetas muestran detalles de las actividades del Eje en los países de la región latinoamericana (en inglés).

Supuestamente la idea fue concebida por Arnulf Fuhrmann, un periodista uruguayo que se había trasladado a Uruguay desde Alemania al final de la Primera Guerra Mundial. En febrero de 1937, Fuhrmann fue contratado por el diario La Campaña de Salto como jefe de administración, siendo ascendido a director en marzo de 1937. Al mismo tiempo, Fuhrmann dentro de Salto creó el Centro Cultural Uruguayo-Alemán, del que fue elegido presidente. Cuatro meses más tarde, en julio, Fuhrmann dejó La Campaña, según el periódico, "para dedicar sus energías a otras actividades".
Fuhrmann estaba casado con la viuda de Federico Jungblut, propietario de una tienda de fotografía en Salto llamada Foto Clave. Ya independiente de La Campaña, Fuhrmann se dedicó a la fotografía y al activismo nazi, utilizando la Foto Clave para difundir propaganda antisemita y nazi. Se dijo que Fuhrmann y sus cinco co-conspiradores comenzaron a preparar el golpe, escribiendo sus planes y obteniendo suministros.

### Plan
Según la teoría, habían planeado que necesitaban para triunfar "quince días, dos regimientos y caballería en Montevideo, dos compañías en Colonia así como en Fray Bentos, Paysandú... un batallón en Salto, otro tanto en Bella Unión, dos compañías en Artigas, dos en Rivera, y un batallón en Yaguarón", creyendo que las fuerzas armadas uruguayas se rendirían fácilmente. 

Una vez capturado el poder, Fuhrmann asumiría el control, exterminando a cualquier judío o masón dentro de Uruguay, convirtiendo el estado según los ingleses en una "colonia de campesinos alemanes".[cita requerida]

### Resultado

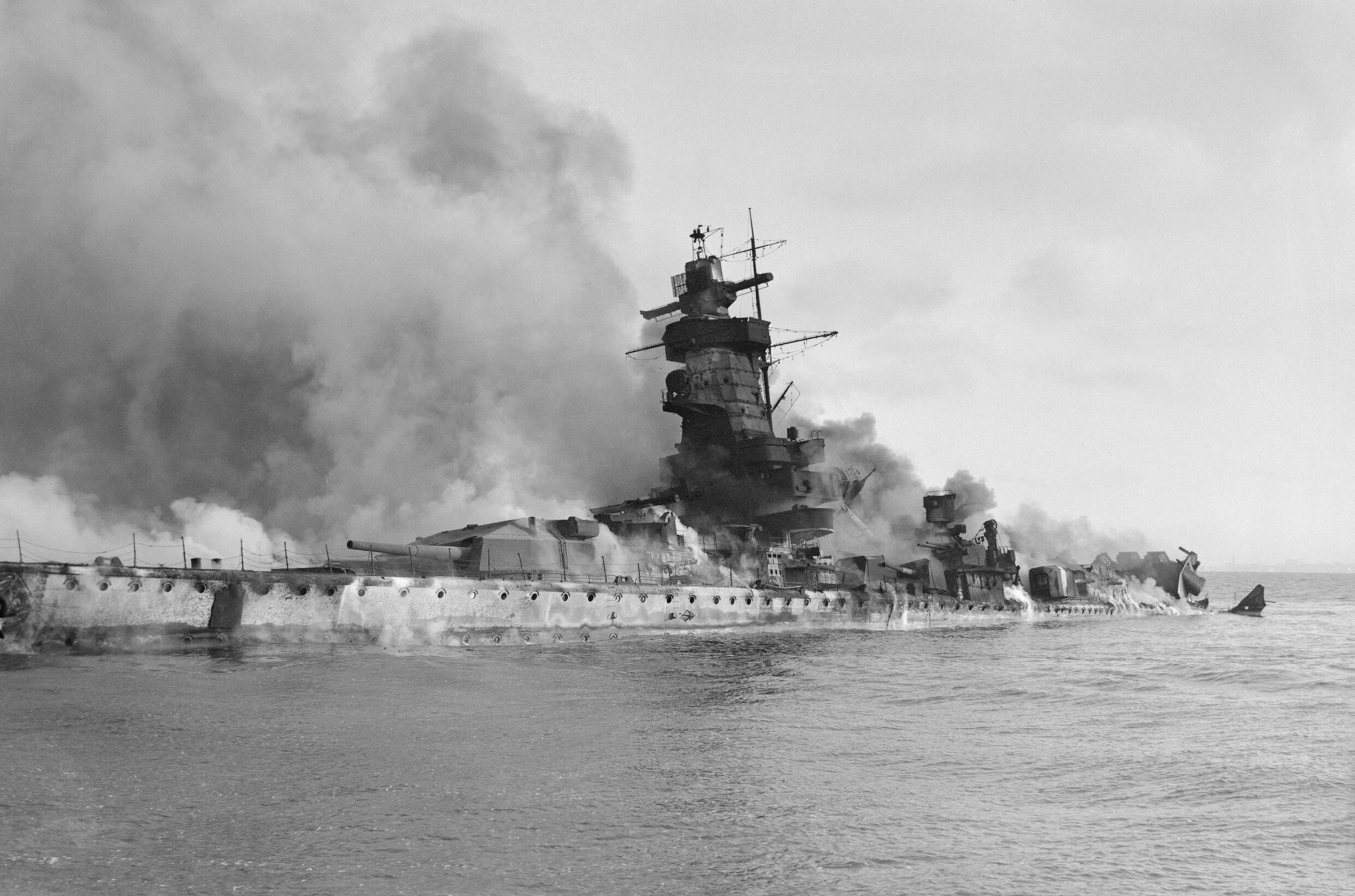
El hundimiento del crucero alemán Admiral Graf Spee en 1939 es el suceso más conocido de Uruguay en la Segunda Guerra Mundial.

Con el estallido de la Segunda Guerra Mundial en Europa, el gobierno uruguayo se volvió menos tolerante con el nazismo dentro de sus fronteras; el periódico Tribuna Salteña de Salto escribió que "Es necesario echar a los agentes del nazismo del territorio uruguayo." Con Uruguay cada vez menos tolerante con la actividad nazi dentro de sus fronteras; en junio de 1940; Foto Clave y la residencia privada de Fuhrmann fueron allanadas por oficiales uruguayos, llevando a Fuhrmann, Hotzer, Kleing, Patz, Konas Meissner, y R. Meissner a ser arrestados; junto con sus seis ametralladoras ligeras y suministros adicionales que fueron confiscados. Fuhrmann fue liberado poco después de ser detenido, sin embargo fue arrestado de nuevo por oficiales argentinos cuando intentaba cruzar la frontera argentino-uruguaya. Mientras se celebraban los juicios en Buenos Aires, la Alemania nazi intentó extraditar a los seis condenados a Berlín, pero Argentina se negó y los condenó a trece años de prisión. En 1946, los hombres fueron liberados por buena conducta; se desconoce su vida posterior.